# ФК Горњик Полковице
ФК Горњик Полковице је пољски фудбалски клуб из Полковица. Основан је 1947. године. Боје су зелена, црна и бела.

## Историја
Овај тим играо је у Првој лиги једну сезону и то 2003/04. Испао је као дванаести од 14 клубова са 23 бода. После је постао друголигаш, а био је од 2000. године у Другој лиги. Али 2007. године због корупционе афере испао је у 4. лигу, а пред почетак сезоне му је одПриступљено 6. бодова, а финансијски 70 хиљада злота.

## Састав екипе
| Бр. |        | Позиција | Играч             |
| --- | ------ | -------- | ----------------- |
|     | Пољска | Г        | Назар Пенковец    |
|     | Пољска | Н        | Опалач Марек      |
|     | Пољска | С        | Кристоф Смољински |
|     | Пољска | С        | Михаљ Мроз        |
|     | Пољска | С        | Давид Јасински    |
|     | Пољска | О        | Мацеј Вахович     |
|     | Пољска | С        | Патрик Огорек     |
|     | Пољска | С        | Мацеј Собоњ       |

| Бр. |                           | Позиција | Играч              |
| --- | ------------------------- | -------- | ------------------ |
|     | Сједињене Америчке Државе | Н        | Кристијан Серкис   |
|     | Пољска                    | О        | Лукаш Шерпина      |
|     | Пољска                    | О        | Пјотр Торж         |
|     | Пољска                    | Г        | Себастијан Бурда   |
|     | Пољска                    | О        | Кажмјерчак Павел   |
|     | Пољска                    | О        | Јурак Војтех       |
|     | Пољска                    | С        | Збигњев Гржибовски |
|     | Пољска                    | О        | Марцин Навојшч     |

## Спонзори
- Фолксваген
- Сејлер
- Полковице Гмина